# Гареу (кантон)
Гареу (фр. Garéoult) — кантон на юго-востоке Франции, в регионе Прованс — Альпы — Лазурный Берег (департамент — Вар). Кантон образован 22 марта 2015 года в качестве административного центра для 9 коммун округа Бриньоль и 3 коммун — округа Тулон департамента Вар.

## Историческая справка
Кантон Гареу — новая единица административно-территориального деления Франции (департамент Вар, округ Бриньоль и Тулон), созданная декретом от 27 февраля 2014 года. Новая норма административного деления вступила в силу на первых региональных (территориальных) выборах (новый тип выборов во Франции). Таким образом, единые территориальные выборы заменяют два вида голосования, существовавших до сих пор: региональные выборы и кантональные выборы (выборы генеральных советников). Первые выборы такого типа, на которых избирают одновременно и региональных советников (членов парламентов французских регионов) и генеральных советников (членов парламентов французских департаментов) состоялись в Гареу 22 марта 2015 года. Эта дата официально считается датой создания нового кантона. Начиная с этих выборов, советники избираются по смешанной системе (мажоритарной и пропорциональной). Избиратели каждого кантона выбирают Совет департамента (новое название генерального Совета): двух советников разного пола. Этот новый механизм голосования потребовал перераспределения коммун по кантонам, количество которых в департаменте уменьшилось вдвое с округлением итоговой величины в соответствии с условиями минимального порога вверх до нечётного числа. В результате пересмотра общее количество кантонов департамента Вар в 2015 году уменьшилось с 43 до 23.
Советники департаментов избираются сроком на 6 лет. Выборы территориальных и генеральных советников проводят по смешанной системе: 80 % мест распределяется по мажоритарной системе и 20 % — по пропорциональной системе на основе списка департаментов. В соответствии с действующей во Франции избирательной системой для победы на выборах кандидату в первом туре необходимо получить абсолютное большинство голосов (то есть больше половины голосов из числа не менее 25 % зарегистрированных избирателей). В случае, когда по результатам первого тура ни один кандидат не набирает абсолютного большинства голосов, проводится второй тур голосования. К участию во втором туре допускаются только те кандидаты, которые в первом туре получили поддержку не менее 12,5 % от зарегистрированных и проголосовавших «за» избирателей. При этом, для победы во втором туре выборов достаточно простого большинства (побеждает кандидат, набравший наибольшее число голосов).

## Состав кантона
Новый кантон сформирован на территории двух округов департамента Вар из трёх бывших коммун кантона Кюэр: Карнуль, Пьерфё-дю-Вар, Пюже-Виль (округ Тулон); одной кантона Бриньоль — Кам-ла-Сурс и восьми кантона Ла-Рокбрюсан: Гареу, Ла-Рокбрюсан, Мазог, Меун-ле-Монтриё, Неуль, Рокбарон, Сент-Анастази-сюр-Исоль, Форкалькере (округ Бриньоль). Таким образом, из 12 коммун 9 входят в состав округа Бриньоль, а 3 — Тулон.
С марта 2015 года площадь кантона — 357,06 км², включает в себя 12 коммун, население — 36 995 человек, плотность населения — 103,61 чел/км² (по данным INSEE, 2012).
| Коммуна                     | Французское название        | Площадь, км² | Население, чел. (2012) | Плотность, чел/км² |
| --------------------------- | --------------------------- | ------------ | ---------------------- | ------------------ |
| Коммуны округа Бриньоль (9) |                             |              |                        |                    |
| Гареу                       | Garéoult                    | 15,75        | 5 486                  | 348                |
| Кам-ла-Сурс                 | Camps-la-Source             | 22,47        | 1 788                  | 80                 |
| Ла-Рокбрюсан                | La Roquebrussanne           | 37,05        | 2 513                  | 68                 |
| Мазог                       | Mazaugues                   | 53,79        | 848                    | 16                 |
| Меун-ле-Монтриё             | Méounes-lès-Montrieux       | 40,92        | 2 051                  | 50                 |
| Неуль                       | Néoules                     | 25,08        | 2 533                  | 101                |
| Рокбарон                    | Rocbaron                    | 20,28        | 4 059                  | 200                |
| Сент-Анастази-сюр-Исоль     | Sainte-Anastasie-sur-Issole | 10,71        | 1 882                  | 176                |
| Форкалькере                 | Forcalqueiret               | 10,33        | 2 632                  | 255                |
| Коммуны округа Тулон (3)    |                             |              |                        |                    |
| Карнуль                     | Carnoules                   | 25,49        | 3 385                  | 133                |
| Пьерфё-дю-Вар               | Pierrefeu-du-Var            | 58,36        | 5 867                  | 101                |
| Пюже-Виль                   | Puget-Ville                 | 36,83        | 3 951                  | 107                |